# Рейха, Антонин
Антонин Рейха (чеш. Antonín Rejcha; 26 февраля 1770, Прага — 28 мая 1836, Париж) — чешский и французский композитор, теоретик музыки, педагог.

## Биография
Рейха родился в семье Шимона Рейхи, пражского городского музыканта. Шимон умер через 10 месяцев после рождения сына, а мать будущего композитора в воспитании и обучении Рейхи заинтересована не была. Отношения между ней и сыном складывались плохо, и в 10 лет Рейха убежал из дома. Сначала его приютил дед, живший в Клатови, а затем ребенка усыновил его дядя, скрипач и композитор Йозеф Рейха. Мальчика обучили игре на скрипке, флейте и фортепиано, а также, по настоянию жены Йозефа, французскому и немецкому языку. В 1785 Рейха приехал с дядей в Бонн, где познакомился и подружился с Бетховеном, и начал изучать композицию (втайне от дяди, который запрещал Антонину эти занятия). По всей вероятности, в этот период на него оказал влияние Кристиан Готлоб Нефе, учитель Бетховена. К 1787 году Рейха написал свою первую симфонию, а в 1789 он поступил в Боннский университет.
Несколько лет Рейха жил, учился и работал в Бонне, зарабатывая исполнением музыки. Спокойное течение жизни было нарушено в 1794 году, когда город захватили французские войска. Рейхе удалось сбежать в Гамбург; там он поклялся более никогда не заниматься исполнительством. Вместо этого он начал давать частные уроки гармонии и контрапункта, а свободное время посвящал композиции, изучению методики преподавания музыки, а также математике и философии. В 1799 Рейха перебрался в Париж, где надеялся стать успешным оперным композитором, но этому не суждено было сбыться: несмотря на поддержку и усилия влиятельных друзей, Рейхе не удавалось ни добиться признания его старых либретто, ни получить подходящих новых. В 1801 композитор покинул Париж и переехал в Вену.
На новом месте Рейха вновь принялся за учебу: его учителями стали Альбрехтсбергер и Сальери, и, кроме того, Рейха часто виделся с Гайдном. Вскоре композитор начинает публиковать крупные циклы сочинений: 36 фуг и Искусство варьирования для фортепиано, большой трактат с этюдами-упражнениями Practische Beispiele, струнные квартеты, и т. д. В автобиографии Рейха вспоминал этот период своей жизни как наиболее активный и значимый, однако этой активности не суждено было длиться долго: начавшиеся в 1803 году Наполеоновские войны вынудили Рейху покинуть Вену. Он решил ещё раз попытаться стать оперным композитором в Париже, и переехал туда в 1808 году. Из многочисленных опер Рейхи поставлены были лишь три, и ни одна не получила признания публики. Тем не менее, Рейха оставался в Париже и вскоре стал известен как блестящий учитель и теоретик. Уже к 1817 году многие его ученики стали профессорами Парижской консерватории, а опубликованный к 1818 трактат по композиции (Cours de composition musicale) вскоре стал там стандартным учебником. Рейха не оставлял и сочинение музыки: в 1817 были изданы 34 этюда для фортепиано, и в том же году Рейха начал писать ставшие впоследствии знаменитыми духовые квинтеты, которых всего он создал более 20.
В Париже Рейха прожил всю оставшуюся жизнь. Среди его учеников были Абенгейм, Берлиоз (отозвавшийся некрологом на смерть учителя), Лист, Гуно, Луиза Фарранк, Сезар Франк, Тольбек, Жан-Анри Равина и многие другие; одно время с Рейхой планировал заниматься Шопен. Гражданином Франции Рейха стал в 1829 году, а двумя годами позднее он получил Орден Почётного легиона. В 1835 Рейха был избран в Академию художеств, а через год умер и был похоронен на кладбище Пер-Лашез.

## Творчество

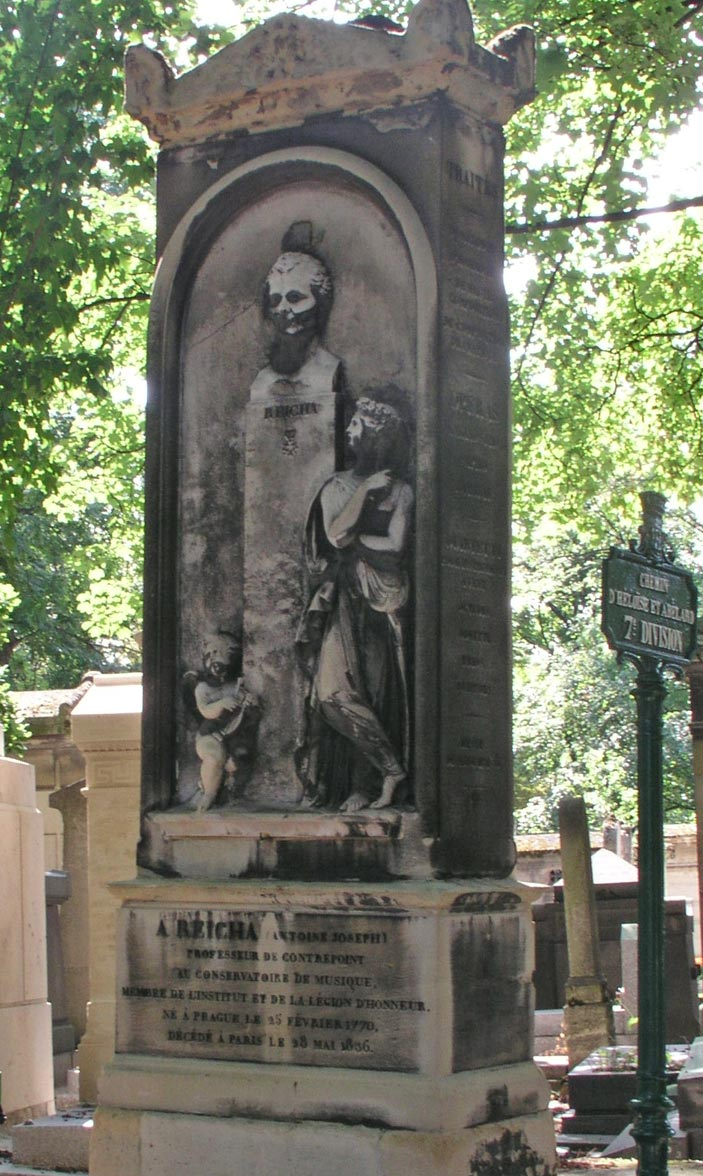
Надгробие Рейхи на кладбище Пер-Лашез

В истории музыки Рейха остался преимущественно своими теоретическими трудами по композиции, однако его сочинения представляют, по мнению ряда исследователей, не меньший интерес. Изданные в Вене 36 фуг для фортепиано (1803) представляют собой иллюстрацию к «новой системе написания фуг», которую разработал автор: здесь есть двух-, трех-, и даже шести-темные фуги, фуги в несимметричных размерах, полиритмические фуги, фуги с темами, по диапазону превышающими две октавы, и так далее. Трактат Practische Beispiele сопровождался не менее экстравагантными упражнениями для пианистов: здесь встречаются как полиритмы, так и политональность. Венские струнные квартеты Рейхи оказались забыты после его смерти, но оказали влияние на квартеты Бетховена и Шуберта. Среди поздних сочинений Рейхи наиболее важны его духовые квинтеты и другая музыка для духовых инструментов. В квинтетах Рейха экспериментирует с сонатной формой, добиваясь свободного использования в её рамках до пяти независимых тем. Как отмечал сам композитор в автобиографии, он был одним из первых композиторов, серьёзно занявшихся музыкой для духовых инструментов. Однако квинтеты Рейхи вскоре оказались забыты, поскольку были написаны для старинных духовых, которые очень скоро оказались заменены новыми инструментами с более совершенными механизмами.
Сам Рейха признавал, что ответственность за малую известность его музыки лежит прежде всего на его нежелании уделять время пропагандированию своего творчества: он предпочитал заниматься композицией и теорией и не любил искать издателей и исполнителей. Нужно отметить, что некоторые из идей Рейхи (например, микротональная музыка, или исследования народной музыки с целью сделать оперы на национальные темы более аутентичными) были, помимо всего прочего, слишком революционными для того времени (даже Бетховен, изучив 36 фуг, решил, что музыка слишком экспериментальна).